# Joseph Barbera
Joseph Roland Barbera (Ciutat de Nova York, 24 de març de 1911 - Los Angeles, 18 de desembre de 2006) fou un destacat creador d'animació per al cinema i la televisió estatunidenc.
Es va iniciar en el món del cinema a NY el 1932, i el 1937 es traslladà a Califòrnia per treballar a la Metro-Goldwyn-Mayer, on conegué William Hanna, amb qui va iniciar una molt fructífera col·laboració per a tota la vida. Van començar triomfant amb Tom i Jerry. El 1957, quan la MGM va dissoldre la seva divisió d'animació, van crear Hanna-Barbera, que es va convertir en l'empresa de més èxit en el seu camp, amb títols com Els Picapedra (The Flintstones), Huckleberry Hound, Top Cat, Scooby-Doo, Quick Draw McGraw, l'Ós Yogi, Els barrufets (The Smurfs), Els cotxes esbojarrats (Wacky Races) i Els Supersònics (The Jetsons). El 1967, Hanna i Barbera es van vendre l'empresa a Taft Broadcasting, però tots dos van seguir presidint-la fins al 1991, i posteriorment encara hi van seguir vinculats tota la vida.
Hanna i Barbera han guanyat conjuntament set Oscars i vuit cops el Premi Emmy. Les seves creacions, especialment populars durant els anys seixanta, han esdevingut icones culturals i els seus personatges s'han reproduït en pel·lícules, llibres i joguines, entre altres mitjans.